# VIA Gra
VIA Gra (russisch ВИА Гра) war eine im Jahr 2000 gegründete ukrainische Girlgroup, die auch unter dem Namen Nu Virgos auftrat. Sie waren vor allem im Gebiet der Gemeinschaft Unabhängiger Staaten erfolgreich. Der Bandname VIA Gra ist ein mehrfaches Wortspiel: Einerseits aus der Abkürzung für Vokal- und Instrumentalensemble sowie dem ukrainischen Wort für „Spiel“ (ukr. гра gra), andererseits als Kürzel der Familien- bzw. Künstlernamen der beiden Gründerinnen (Alena Vinnitskaya und Nadezhda Granovskaya) und schließlich als Anspielung auf das Potenzmittel Viagra. Die Zusammenstellung der Gruppe wechselte vielfach, seit April 2002 hatte sie meist drei Mitglieder. Im Dezember 2012 stellte die Formation erstmals den Betrieb ein, wurde im November 2013 aber mit neuer Besetzung reaktiviert. Nach dem russischen Überfall auf die Ukraine 2022 stellte die Band ihre Aktivität ein und gab im Mai 2025 ihre endgültige Auflösung bekannt.

## Geschichte
Ihren ersten Hit in den Charts der beiden Herkunftsländer hatten sie im September 2000 mit der Single Popytka No. 5. Die Single Stop! Стоп! Stop! Стоп! Stop!  wurde zum „Song of the Year“ 2002 gewählt. Außerhalb der Charts innerhalb des russisch-ukrainischen Sprachraumes reüssierte VIA Gra erstmals im Mai 2004 mit der englischsprachigen Version dieser Single. Die Girlgroup wurde zusammengestellt durch den Manager Dimitri Kostjuk und den Songwriter Konstantin Meladse. 2005 werden die Girls beim Mus-TV zum zweiten Mal in Folge zur besten Pop-Gruppe des Jahres gekürt. VIA Gra erhielt den russischen MTV Europe Music Awards 2007, eine für den russischen Popmusik-Markt bedeutsame Auszeichnung. Nach einer ersten Einstellung im Dezember 2012 und Neugründung im November 2013 wurde die Gruppe für einige Jahre gebildet von Erika Herzeh (Еріка Герцег), die der ungarischen Minderheit in der Ukraine angehört, sowie den beiden Ukrainerinnen Anastasija Koschewnikowa (Анастасія Дмитрівна Кожевнікова) und Mischa Romanowa (Міша Романова). Sie schieden in den Jahren 2018–2020 wiederum aus und wurden durch neue Sängerinnen ersetzt.
Mit dem russischen Überfall auf die Ukraine 2022 stellte die Band ihre Aktivitäten weitestgehend ein. Am 23. Mai 2025 wurde mit Veröffentlichung des letzten Liedes Galileo die Auflösung der Band bekannt gegeben.

## Diskografie

### Alben
- 2001: Попытка № 5 (Popytka No. 5)
- 2003: Стоп! Снято! (Stop! Snjato!)
- 2003: Биология (Biologija)
- 2003: Stop! Stop! Stop! (als NU Virgos auf Englisch)
- 2005: Бриллианты (Brillianty)
- 2007: L.M.L. (als NU Virgos auf Englisch)
- 2007: Поцелуи (Pozelui)
- 2015: Всё Лучшее В Одном

### Kompilationen
- 2006: MP3 Collection
- 2008: Эмансипация (Emansipazija)
- 2008: Лучшие Песни

### Singles (Auswahl)
| - 2001: Попытка №5 - 2001: Я Не Вернусь - 2003: Океан И Три Реки (mit Waleri Schotajewitsch Meladse) - 2003: Стоп! Снято! - 2003: Я Не Поняла - 2003: Не Оставляй Меня, Любимый - 2003: Stop! Stop! Stop! - 2005: Притяженья Больше Нет (mit Waleri Schotajewitsch Meladse) - 2005: Бриллианты - 2007: Поцелуи - 2007: Л.М.Л. | - 2007: Обмани, Но Останься - 2007: Цветок И Нож - 2009: Сумасшедший - 2010: День Без Тебя - 2010: Пошёл Вон - 2013: Перемирие - 2014: Кислород (mit Мот) - 2014: У меня появился другой (mit Вахтанг) - 2015: Так сильно - 2020: Рикошет - 2021: Антигейша 2021 |